# مايكل ماكدويل (مؤلف)
مايكل ماكدويل (بالإنجليزية: Michael McDowell)‏ (1 يونيو 1950، فيلادلفيا في الولايات المتحدة - 27 ديسمبر 1999، بوسطن في الولايات المتحدة)؛ كاتِب، سيناريست وروائي أمريكي.

## روابط خارجية
- مايكل ماكدويل على موقع IMDb (الإنجليزية)
- مايكل ماكدويل على موقع ألو سيني (الفرنسية)
- مايكل ماكدويل على موقع أول موفي (الإنجليزية)
- مايكل ماكدويل على موقع قاعدة بيانات الأفلام السويدية (السويدية)
- مايكل ماكدويل على موقع قاعدة بيانات الفيلم (الإنجليزية)
- مايكل ماكدويل على موقع كينوبويسك (الروسية)